# 文書処理
文書処理（ぶんしょしょり、英:Document processing）は、インテリジェント文字認識（ICR）、光学文字認識（OCR）、またはデータ入力担当者などを使って、手書きまたは印字された紙ベースの文書（文書のスキャン画像など）を電子情報に変換することである。 
組織内にて、またはビジネスプロセスアウトソーシングを通じて実行する。 

## 概要
2007年の比較的最近の 「数百万のビザと市民権申請」の文書処理は、「メールルームとデータ入力の管理」に取り組む「約1,000人の契約労働者」の使用に関するもであった。
文書処理は、マウスやスキャナを使用する前は、キーボードを介してデータ入力が行われていた。1990年のニューヨークタイムズの記事では、「ペーパーレスオフィス」と呼ばれるものについて、「文書処理はスキャナで進めるもの」と述べられている。 
元ゼロックス副社長のポール・ストラスマン氏は、コンピュータはオフィスの紙の量を減らすのではなく増やすと述べた。 
飛行機のエンジニアリングとメンテナンスの文書は、飛行機自体よりも重いと言われている。

## 技術的詳細
インテリジェント文書処理 (英:Intelligent Document Processing、IDP) と呼ばれる技術が急速に伸びてきている。これはインテリジェント・プロセス・オートメーション (IPA)の特定の形式であり、機械学習、自然言語処理またはインテリジェント文字認識 (ICR)などの人工知能技術を用いて、紙ベースの請求書、帳票、注文書、契約書などの非構造文書から情報を抜き出す手法である。